# Lumbricus
Lumbricus – rodzaj skąposzczetów z rodziny dżdżownicowatych (Lumbricidae) obejmujący kilkanaście gatunków charakteryzujących się purpurowo-fioletową pigmentacją. Pochodzą z krainy palearktycznej, ale niektóre zostały introdukowane w wielu regionach świata. 
Gatunkiem typowym rodzaju jest Lumbricus terrestris.
W Polsce występuje 5 gatunków:
- Lumbricus baicalensis
- Lumbricus castaneus
- Lumbricus polyphemus
- Lumbricus rubellus
- Lumbricus terrestris – dżdżownica ziemna